# Kauhajoki
Kauhajoki  és una ciutat a l'Oest de Finlàndia, situada a la província de Finlàndia Occidental. Té una població d'uns 14.000 habitants amb una densitat d'11,09 hab./km². Aquesta petita ciutat és també coneguda perquè durant la Guerra d'Hivern va ser la seu de l'Eduskunta (Parlament de Finlàndia).
Un altre fet desgraciat que ha contribuït a la popularitat d'aquest municipi és l'assassinat de 10 persones en un institut, el 23 de setembre de 2008.
Actualment, la població d'aquest municipi es troba en decreixement, passant dels més de 17.500 habitants el 1963 fins als menys de 14.500

## Enllaços externs

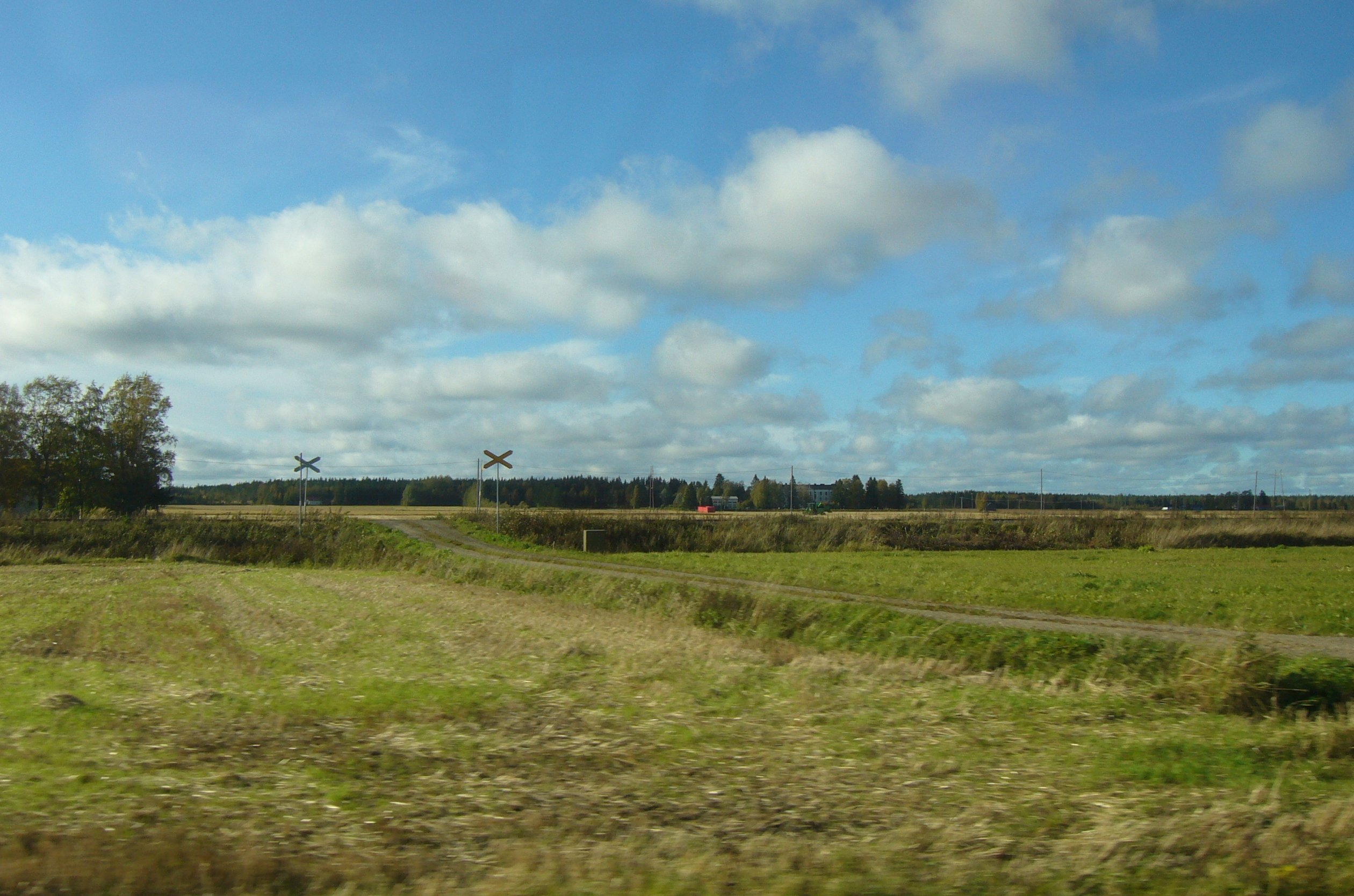
Entorn rural.